# Борго Ларес
Бо̀рго Ла̀рес (на италиански: Borgo Lares) е община в Северна Италия, автономна провинция Тренто, автономен регион Трентино-Южен Тирол. Административен център на общината е село Дзукло (Zuclo), което е разположено на 162 m надморска височина. Населението на общината е 713 души (към 2019 г.).
Общината е създадена в 1 януари 2016 г. Тя се състои от две предшествуващи общини Болбено и Дзукло, които сега са най-важните центрове на общината.